# Formel-Nippon-Saison 2002
Die Formel-Nippon-Saison 2002 wurde vom 24. März bis zum 3. November im Rahmen von 10 Rennen ausgetragen. In die Wertung kamen alle erzielten Resultate.
| Punktewertung |    |   |   |   |   |   |
| Platz:        | 1  | 2 | 3 | 4 | 5 | 6 |
| Punkte:       | 10 | 6 | 4 | 3 | 2 | 1 |

## Rennkalender
|    | Datum         | Rennen | Pole-Position    | Platz 1          | Platz 2             | Platz 3          |
| -- | ------------- | ------ | ---------------- | ---------------- | ------------------- | ---------------- |
| 1  | 24. März      | Suzuka | Ralph Firman     | Ralph Firman     | Takeshi Tsuchiya    | Tsugio Matsuda   |
| 2  | 7. April      | Fuji   | Satoshi Motoyama | Satoshi Motoyama | Ralph Firman        | Juichi Wakisaka  |
| 3  | 19. Mai       | Mine   | Ralph Firman     | Satoshi Motoyama | Tsugio Matsuda      | Takeshi Tsuchiya |
| 4  | 7. Juli       | Suzuka | Takeshi Tsuchiya | Ralph Firman     | Hidetoshi Mitsusada | Juichi Wakisaka  |
| 5  | 21. Juli      | Motegi | Juichi Wakisaka  | Satoshi Motoyama | Takeshi Tsuchiya    | Juichi Wakisaka  |
| 6  | 4. August     | Sugo   | Takeshi Tsuchiya | Ralph Firman     | Richard Lyons       | Ryō Michigami    |
| 7  | 1. September  | Fuji   | Takeshi Tsuchiya | Juichi Wakisaka  | Ralph Firman        | Satoshi Motoyama |
| 8  | 22. September | Mine   | Takeshi Tsuchiya | Satoshi Motoyama | Ralph Firman        | Ryō Michigami    |
| 9  | 20. Oktober   | Motegi | Juichi Wakisaka  | Ralph Firman     | Juichi Wakisaka     | Satoshi Motoyama |
| 10 | 3. November   | Suzuka | Juichi Wakisaka  | Satoshi Motoyama | Takeshi Tsuchiya    | Ralph Firman     |

## Punktestand

### Fahrer
| 1. | Ralph Firman     | 62 |
| 2. | Satoshi Motoyama | 60 |
| 3. | Juichi Wakisaka  | 33 |
| 4. | Takeshi Tsuchiya | 27 |
| 5. | Tsugio Matsuda   | 19 |

| 6.  | Ryō Michigami       | 17 |
| 7.  | Toshihiro Kaneishi  | 11 |
| 8.  | Naoki Hattori       | 9  |
| 9.  | Hidetoshi Mitsusada | 8  |
| 10. | Richard Lyons       | 6  |

| 11. | Seiji Ara        | 3 |
| 12. | Haruki Kurosawa  | 2 |
| 12. | Dominik Schwager | 2 |
| 14. | Benoît Tréluyer  | 1 |